# Aleksandr Kovalevskij
Aleksandr Onufrievič Kovalevskij, in russo Алекса́ндр Ону́фриевич Ковале́вский? (Daugavpils, 19 novembre 1840 – San Pietroburgo, 22 novembre 1901), è stato uno zoologo embriologo russo, nonché professore dell'Università statale di San Pietroburgo.

## Biografia
Nato a Daugavpils, nell'allora governatorato di Vitebsk, fu il fratello del paleontologo Vladimir Kovalevskij, nonché fratellastro della matematica Sof'ja Vasil'evna Kovalevskaja. Di una famiglia di nobili ucraini, studiò medicina presso l'Università di Heidelberg. Divenne in seguito professore all'Università statale di San Pietroburgo e membro dell'Accademia delle scienze russa.

A. un Branchiostoma lanceolatum (cordato); B. lo stadio larvale di un tunicato; C. un tunicato adulto. Kovalevskij scoprì che la notocorda (1) e le fessure branchiali (5) sono delle caratteristiche in comune fra tunicati e vertebrati

Kovalesvkij dimostrò che tutti gli animali sperimentano il processo di gastrulazione. Scoprì inoltre che i tunicati non sono molluschi poiché il loro stadio larvale include una corda dorsale e delle fessure branchiali, proprio come i vertebrati. Inoltre, queste strutture si sviluppano dagli stessi strati germinali presenti nell'embrione delle strutture equivalenti nei vertebrati: da qui l'intuizione di raggruppare i tunicati con i vertebrati, come cordati.
La zoologia del diciannovesimo secolo convertì quindi l'embiologia in una scienza evoluzionistica, collegando la filogenesi con le omologie tra gli strati germinali degli embrioni, presagendo la biologia evolutiva dello sviluppo.